# William Feller
Pour les articles homonymes, voir Feller.
William (Vilim) Feller né Vilibald Srećko Feller le 7 juillet 1906 à Zagreb et mort le 14 janvier 1970, est un mathématicien croate, naturalisé américain, spécialiste de la théorie des probabilités.

## Biographie
Feller est né à Zagreb, de Ida Oemichen-Perc, catholique austro-croate, et d'Eugène Victor Feller, lui-même né d'un père juif polonais David Feller et d'une mère catholique autrichienne Elsa Holzer. William suit son éducation à l'école élémentaire puis secondaire à Zagreb, ainsi que ses deux premières années d'études mathématiques. Il continue ses études à Göttingen en Allemagne, où il obtient son doctorat en 1926 sous la direction de Richard Courant, sa thèse étant intitulée Über algebraisch rektifizierbare transzendente Kurven.
Il obtient un poste à l'université de Kiel au début 1928. Refusant de prêter allégeance aux nazis, il doit partir et s'installe en 1933 au Danemark, à Copenhague. Il enseigne ensuite en Suède (Stockholm et Lund). Enfin, il arrive en 1939 aux États-Unis dont il devient citoyen en 1944, et enseigne aux universités Brown et Cornell. En 1950 il devient professeur à Princeton.
Malgré le fait qu'il soit resté la majorité de sa vie hors de la Croatie où il est né et a commencé ses études, il est resté en contact suivi avec de nombreuses relations là-bas, et avec ses collègues de l'université de Zagreb, qu'il a souvent visitée et où il a donné des cours. Il a reçu de nombreuses distinctions, et a été honoré par de nombreuses universités (comme celles de Boston, de Zagreb, de Londres et de Copenhague).

## Œuvre mathématique
L'œuvre mathématique de Feller consiste en 104 articles et 2 livres , sur une large variété de thèmes d'analyse mathématique, théorie de la mesure, analyse fonctionnelle, géométrie et équations différentielles.
Il est aussi l'un des plus importants probabilistes non russes de son temps. En effet, au milieu du XXe siècle, les probabilités n'étaient généralement pas considérées comme une branche intéressante des mathématiques, sauf en Russie, sous l'influence de Kolmogorov et son école. Feller contribue à l'étude des relations entre les chaînes de Markov et les équations différentielles. Il écrit un traité de probabilités qui reste encore une référence au début du XXIe siècle.
De nombreux résultats ou notions en théorie des probabilités portent son nom, dont les processus de Feller (en), les processus Feller-continus (en), le test d'explosion de Feller, le mouvement de Feller-Brown et les constantes de Feller (en). Les livres qu'il a écrits sont considérés comme fondamentaux pour la popularisation de la théorie des probabilités, et faisant partie des meilleurs livres du XXe siècle. Feller apporta aussi des contributions fondamentales dans des thématiques précises, comme la théorie du renouvellement, les théorèmes taubériens, les marches aléatoires, les processus de diffusion et la loi du logarithme itéré.
Feller initie la publication de la revue maintenant bien connue Mathematical Reviews